# Seat Altea XL
La Seat Altea XL est un modèle d'automobile de la marque Seat.

## Modèles

### Essence
- 1.4 63 kW/85 ch
- 1.6 75 kW/102 ch
- 1.2 TSI 78 kW/105 ch
- 1.4 TSI 92 kW/125 ch
- 1.8 TSI 118 kW/160 ch

### Diesel
- 1.9 TDI 77 kW/105 ch
- 1.9 TDI 77 kW/105 ch I TECH ECO FAP
- 2.0 TDI 103 kW/140 ch
- 2.0 TDI 103 kW/140 ch DSG6
- 2.0 TDI 103 kW/140 ch FAP
- 2.0 TDI 125 kW/170 ch FAP

### Finitions
De 2006 à 2009 :
- Référence
- Stylance
- Sport Up

À partir de 2009 (après restylage) :
- Référence
- Style
- Sport
- Techside
- Grand Via
- I-Tech

## Équipements de séries et options

### Design
L’Altea XL garde sa calandre en nid d’abeille, ainsi que sa ligne Dynamique, signature de SEAT. Les rétroviseurs extérieurs dégivrables sont réglables et rabattables électriquement. Les essuie-glaces s’effacent dans les montants du pare-brise. Des rails de toit sont également présents.

### Intérieur
L’Altea XL est un cinq places avec un grand volume arrière pour les jambes. Le XL est doté d’un grand espace entre les passagers arrière. L’accoudoir central est rabattable et fait alors office de table, équipée de porte-gobelets. Les sièges avant sont dotés, au dos, de tablettes rabattables, et les dossiers des sièges arrière sont inclinables. Toutes les vitres sont électriques et dotées de la fonction « One touch » (les doigts d’enfants sont ainsi protégés grâce à la sécurité anti-pincement). Sur les finitions STYLANCE et SPORT UP, les sièges conducteur et passager possèdent le réglage manuel en hauteur ainsi que celui des lombaires.

### Rangement
Les 18,7 cm supplémentaires du XL, par rapport à l’Altea, représentent un volume additionnel de 123 litres, offrant ainsi une capacité totale de 532 litres. Les sièges arrière coulissent facilement vers l’arrière afin d’offrir plus d’espace. L’Altea XL offre de multiples rangements, à commencer par les bacs sous les sièges avant, ou bien le porte-lunettes intégré dans le pavillon, côté conducteur, dans les aumônières des dossiers des sièges avant, dans le rangement de la console centrale. Deux porte-gobelets situés sur la console centrale.

### Équipements
L’Altea XL possède une climatisation. Il y a aussi un équipement audio complet, incluant un autoradio / lecteur de CD/MP3 doté de prises AUX-in, iPod ou USB. Six haut-parleurs sont fournis de série, et les versions Stylance ou Sport-Up en possèdent huit.
Elles intègrent également le système Climatronic, les commandes au volant pour l’équipement audio et le capteur de pluie (qui déclenche les essuie-glaces à la moindre goutte). Le système de navigation TomTom en option qui vous indique un autre itinéraire lors d’embouteillages. Le XL est équipé Bluetooth en option et possède un régulateur de vitesse.

### Phares
Les projecteurs bi-xénon AFS (Adaptable Front-lighting System), suivent les mouvements de rotation du volant, offrant ainsi un champ de vision élargi dans les virages. Il s'agit la d'une option.

## Sécurité

### Sécurité active
Les projecteurs AFS (Adaptable Front-lighting System). Ces projecteurs bi-xénon, dits « intelligents », suivent les mouvements de rotation du volant, offrant ainsi un champ de vision élargi dans les virages. L’ESP (Programme Électronique de Stabilité), qui traite les informations fournies par le volant, les pneus, les freins et l’accélérateur afin d’effectuer les corrections nécessaires. Le XL conserve une trajectoire parfaite en toutes circonstances. À la moindre pression sur l’accélérateur, le TCS (Système de Contrôle de la Traction) vous permet d’exploiter au mieux la puissance du moteur. À cela s’ajoute l’ABS de dernière génération, mais aussi l’EBA (Aide au Freinage d’Urgence) qui vous assure une puissance de freinage maximale sans effort inutile.

### Sécurité passive
La dotation de série inclut six airbags – deux à l’avant, deux airbags latéraux et deux airbags rideaux. Vous pouvez également disposer de deux airbags « thorax » à l’arrière, en option. L’airbag passager à l’avant peut être désactivé lors de l’installation d’un siège bébé. Pour une meilleure protection du conducteur et de ses passagers, les ceintures de sécurité sont équipées de prétensionneurs – si le freinage est particulièrement brutal, un limiteur est activé, qui relâche la tension de la ceinture afin de prévenir le risque de blessures. Les ceintures de sécurité à l’avant sont réglables en hauteur pour un plus grand confort. Les longerons, les arceaux de sécurité de l’habitacle et les montants renforcés ont fait leurs preuves lors des essais de choc. Pour la zone arrière du véhicule, il est prévu des ancrages ISOFIX pour vous permettre de fixer deux sièges enfant directement sur le châssis.
Elle a reçu 5 étoiles aux crash test EuroNCAP.

## Images

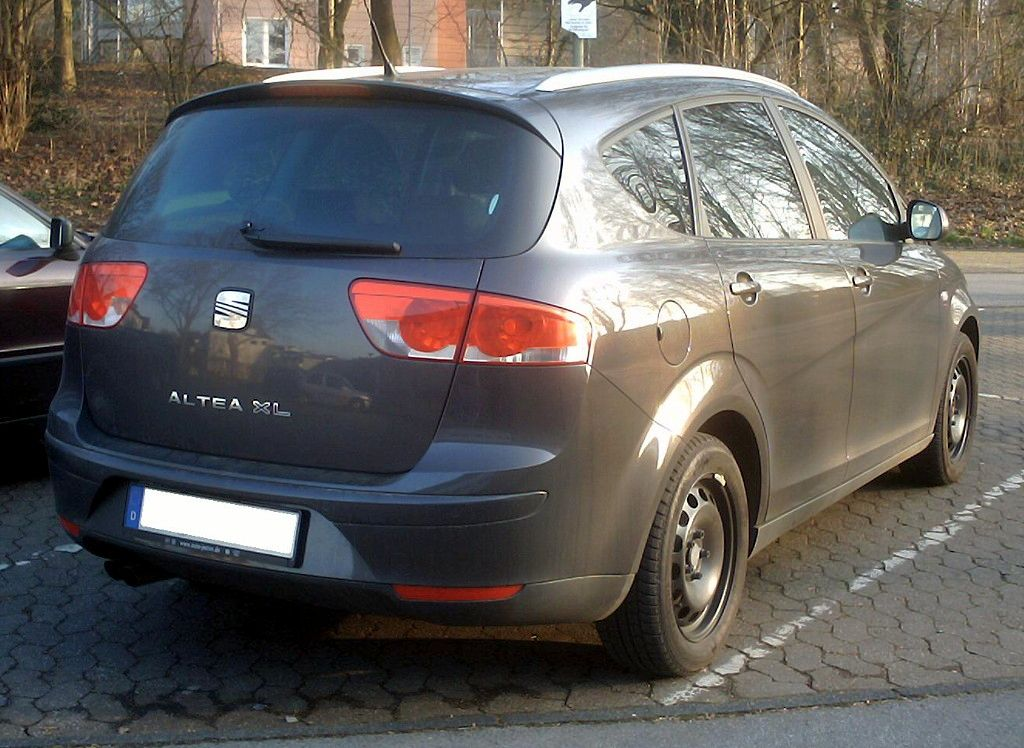
SEAT Altea XL
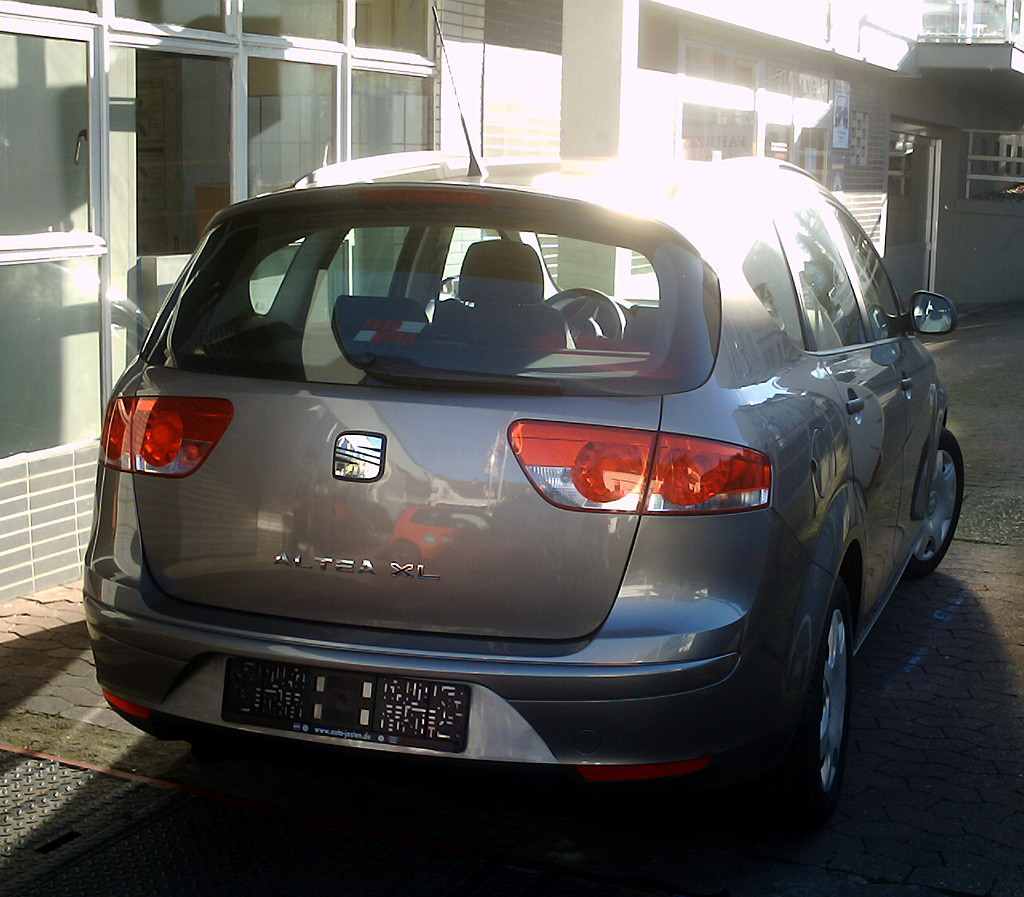
SEAT Altea XL
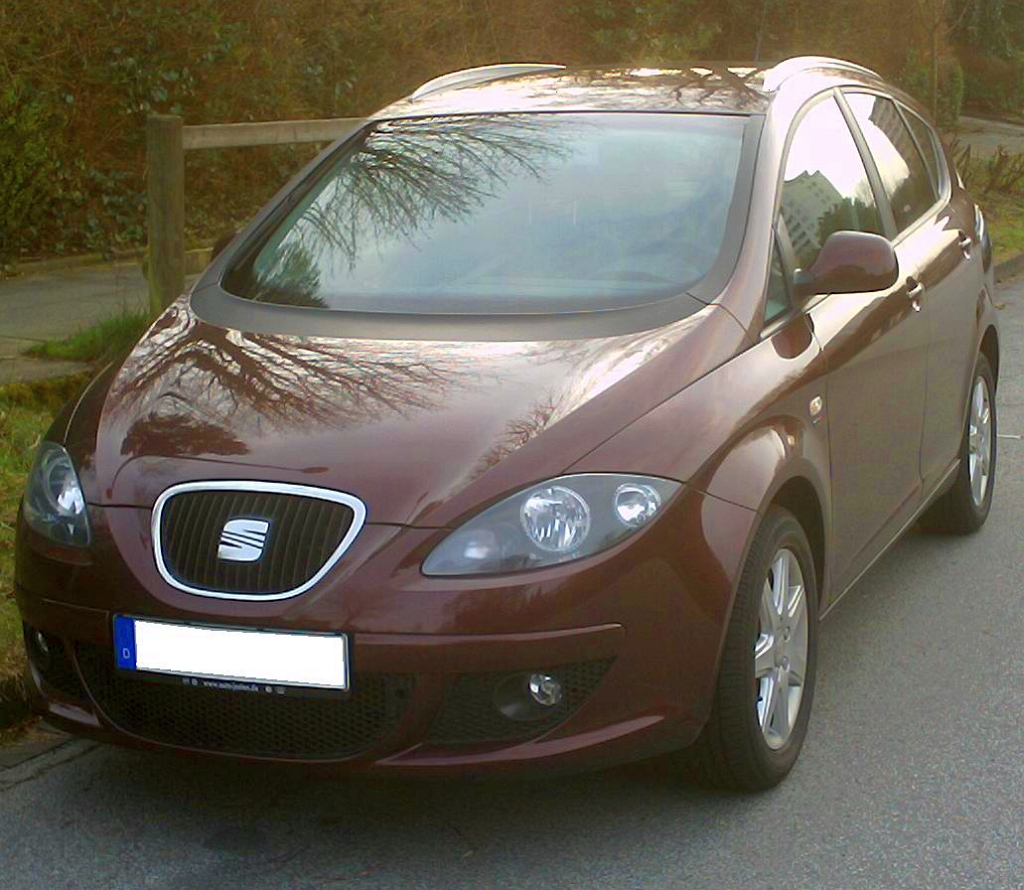
SEAT Altea XL
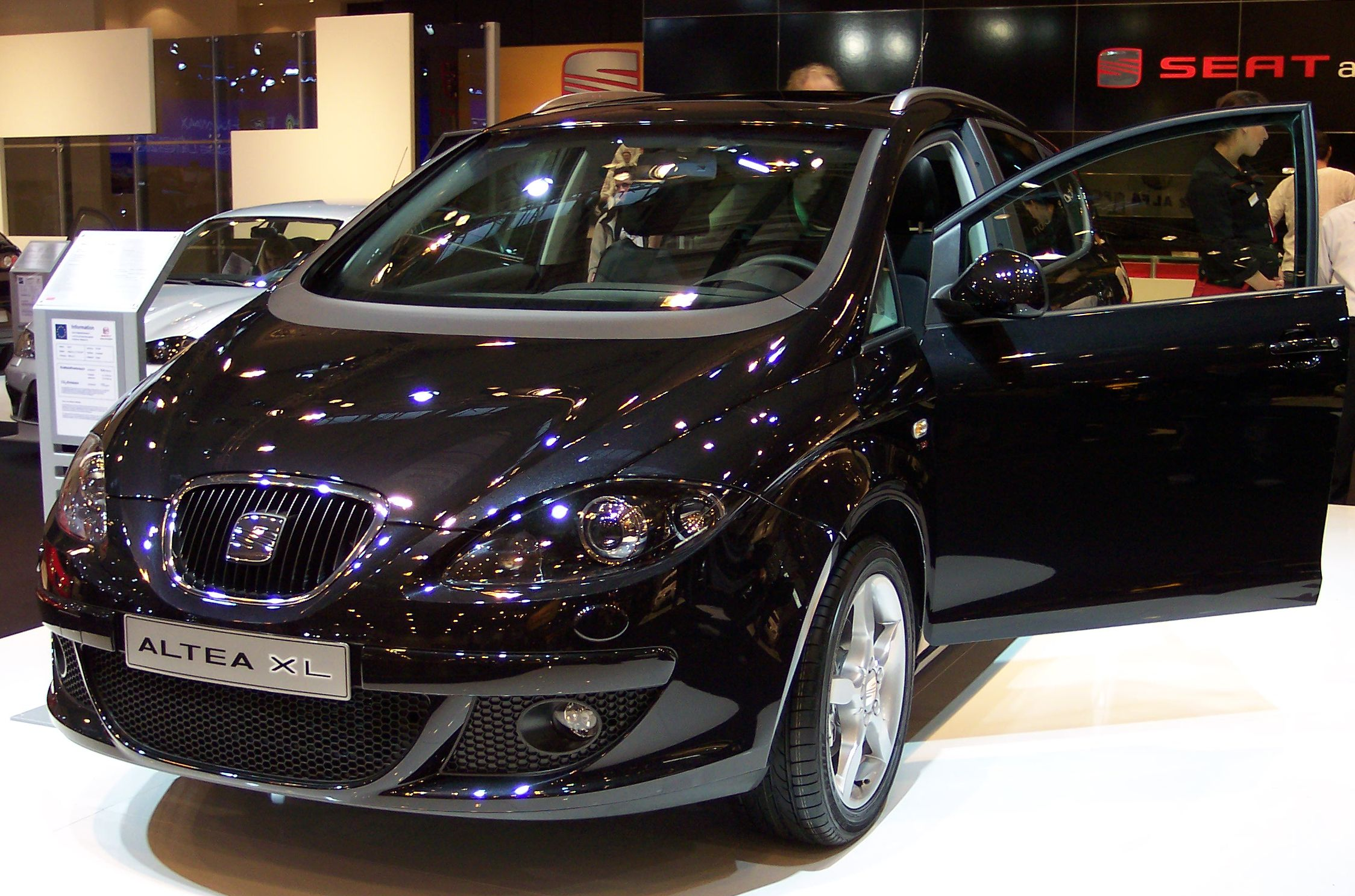
SEAT Altea XL
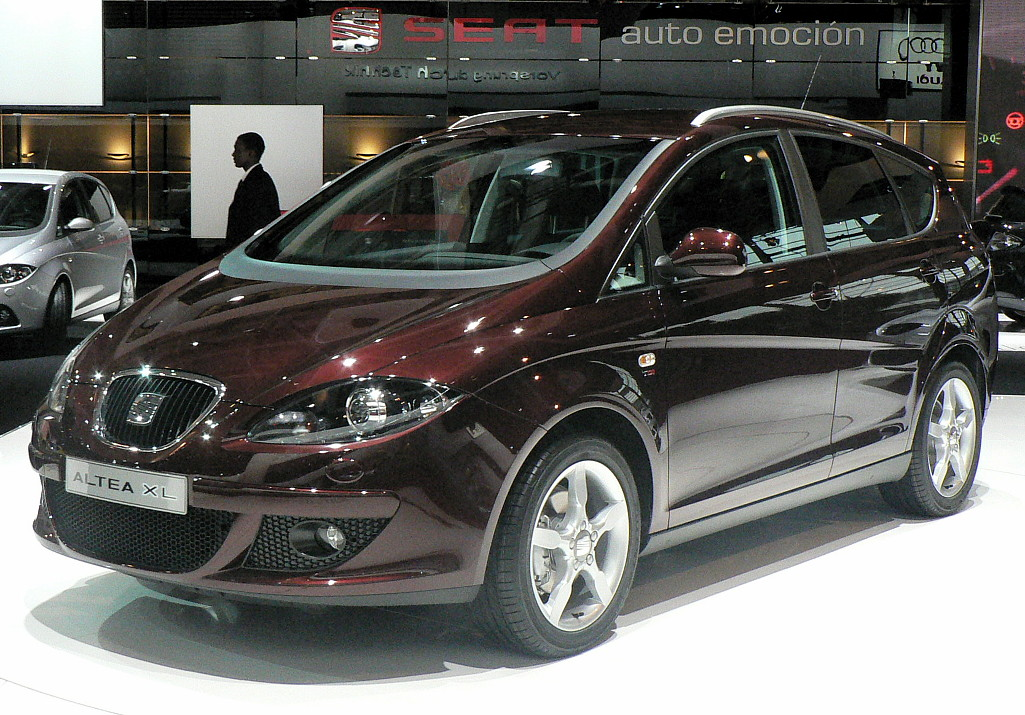
SEAT Altea XL

## Liens officiels
- Documentation de la Seat Altea XL
- Page officielle de la Seat Altea
- Site officiel Seat